# Saint-Clair (Vienne)
 Saint-Clair  es una población y comuna francesa, situada en la región de Poitou-Charentes, departamento de Vienne, en el distrito de Châtellerault y cantón de Moncontour (Vienne).

## Demografía
| 339 | 298 | 268 | 238 | 208 | 188 |
| Para los censos de 1962 a 1999 la población legal corresponde a la población sin duplicidades (Fuente: INSEE [Consultar]) |     |     |     |     |     |